# هوي ويليامز (كرة سلة)
هوي ويليامز (بالإنجليزية: Howie Williams)‏ مواليد 29 أكتوبر 1927 في نيو روس - الوفاة 25 ديسمبر 2004، كان لاعب كرة سلة أمريكي بدأ مسيرته الاحترافية في سنة 1950. بلغ طوله 6 قدم 0 بوصة (1.8 م). مثّل منتخب بلاده. شارك في مسابقة كرة السلة في الألعاب الأولمبية الصيفية. اعتزل اللعب في 1954.

## الميداليات
| الميدالية | المسابقة                       |
| --------- | ------------------------------ |
| ذهبية     | الألعاب الأولمبية الصيفية 1952 |

## روابط خارجية
- هوي ويليامز على موقع الاتحاد الدولي لكرة السلة (الإنجليزية)
- هوي ويليامز على موقع سبورتس رفرنس (الإنجليزية)
- هوي ويليامز على موقع كلية كرة السلة في سبورتس رفرنس.كوم (الإنجليزية)
- هوي ويليامز على موقع ريلجم (الإنجليزية)
- هوي ويليامز على موقع سبورتس رفرنس (الإنجليزية)
- هوي ويليامز على موقع أوليمبيديا (الإنجليزية)